# Reactor flash
Como una extensión de la familia  de procesos de separación de lecho fluidizado, el reactor flash (RF) (o reactor de transporte) emplea el fluido turbulento introducido en velocidades altas para animar reacciones químicas con alimenta y posteriormente conseguir separación a través de la conversión química de deseó sustancias a corrientes y fases diferentes. Un reactor de flash consiste en una cámara de reacción principal y una salida para que productos separados ingresen a los procesos posteriores.
Los recipientes RF facilitan una baja retención de gases y sólidos (y, por lo tanto, tiempo de contacto del reactivo) para aplicaciones industriales que dan lugar a un alto rendimiento, un producto puro y una distribución térmica inferior a la ideal cuando se comparan con otros reactores de lecho fluidizado. Debido a estas propiedades así como su simplicidad relativa los  RFs tienen un potencial para uso para los procesos de tratamiento previo y posterior al tratamiento donde se priorizan más estas fortalezas del RF.
Varios diseños de un RF (p. ej. RF de tubería, RF centrífugo, RF de recipiente) existe y es actualmente utilizado en plantas industriales pilotos para desarrollo más lejano. Estos diseños permiten una amplia gama de aplicaciones actuales y futuras, incluyendo esterilización de tratamiento del agua, recuperación y reciclando de polvo de molino del acero, pretratamiento y el tostado de metales, combustión en bucle químico así como producción de hidrógeno de biomasa.

## Propiedades

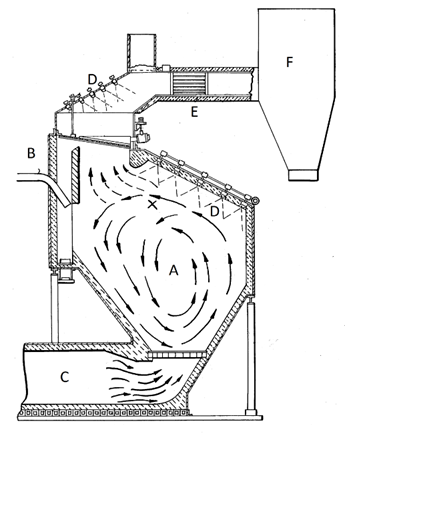
Una figura del interior de un reactor flash. El gas entra en C circula dentro de A, se enfría con D. La alimentación entra en B y sale en E y F

El reactor Flahs de recipiente es un diseño comúnmente  utilizado y se muestra en la figura a la derecha. El gas se introduce desde el fondo a una temperatura elevada y alta velocidad, con una ligera caída en la velocidad experimentada en la parte central del recipiente. La cámara A está diseñada para tener "forma de huevo", con un área de sección transversal inferior relativamente estrecha y un área de sección transversal superior amplia. Esta configuración está diseñada para aumentar la velocidad del fluido en el fondo de la cámara, permitiendo que las partículas pesadas de alimentación estén en una circulación continua que promueve un sitio de reacción para procesos de separación.
El método de alimentar la entrega varía dependiendo de su fase. Los sólidos pueden suministrarse utilizando un transportador B, mientras que los fluidos se vaporizan y se rocía directamente en el RF. Luego se pone en contacto con un gas caliente de circulación continua que se introdujo en la sección C. Este gas de circulación continua interactúa a través de la cámara con la alimentación entrante, y las superficies de las partículas generan sales insolubles como resultado de las reacciones. La mezcla del producto se separa a través de E, donde una salida de escape emite productos gaseosos. La temperatura de esta corriente se controla mediante un refrigerante emitido por las boquillas de rociado D del recipiente.

## Características de diseño y heurísticas
Si bien hay una variedad de aplicaciones disponibles para un reactor flash, siguen un conjunto general de parámetros operativos / heurísticas similares. A continuación se enumeran los parámetros importantes a considerar al diseñar un RF:

### Velocidad de fluidos y configuración de flujo
Una velocidad del fluido relativamente rápida (10–30 m/s) es normalmente requerido en el FR  para fomentar una distribución de partículas continua en todo el recipiente del reactor. Esto minimiza la velocidad de deslizamiento de la columna (diferencia de velocidad promedio de diferentes fluidos en una tubería), lo que proporciona un impacto positivo en las tasas de transferencia de masa y calor y permite el uso de recipientes de menor diámetro que pueden reducir los costos operativos. Además, el uso de una configuración de flujo de fluido vertical resultará en una falta de mezcla de partículas de alimentación en la dirección horizontal y vertical, como tal, desalentando las interacciones de partículas que disminuirían la impureza del producto.

### Tiempo de retención sólida
El uso de una velocidad rápida del fluido, como se describió anteriormente, también asegura un corto tiempo de retención de alimentación sólida. Esto proveería a las reacciones que requieren un producto más puro y mayor rendimiento. Aun así, si la condición operativa para una aplicación segura requiere un tiempo de reacción extendido, esto puede ser implementado introduciendo una operación cíclica. Por emplear una línea de reflujo, el fluido en el RF puede  puede recircularse con la alimentación para permitir un tiempo de contacto adicional.

### Material de revestimiento refractario
Debido a los requisitos de alta temperatura para las operaciones de RF, se requiere un revestimiento refractario para reforzar y mantener la integridad del recipiente a lo largo del tiempo. También, un revestimiento refractario sirve para aislar la temperatura alta de la cámara de la temperatura ambiente. Por ejemplo, en el proceso de Reco-Dust, el RF está revestido con dos materiales refractarios separados: ladrillos de óxido de aluminio para la cámara de combustión y ladrillos de carburo de silicio para la parte de salida cónica. Además, el diseño del recipiente puede variar en formas y tamaños (es decir, desde una tubería hasta una forma similar a un huevo) que tiene como objetivo promover la circulación vertical de los gases y la materia particulada.

### Alimentación y tipo fluido
Para minimizar la retención de material en el reactor, se recomienda un gas denso con sólidos ligeros para el funcionamiento del RF. La alimentación sólida alimentada en el reactor solo puede consistir en materiales resistentes al calor y estará en el mejor de los casos cuando solo se requiera un corto tiempo de retención. También se desea que un alimento sólido sea seco, vertible y con un tamaño de grano bien definido.

## Tipos de reactor flash

### Reactor flash centrifugo

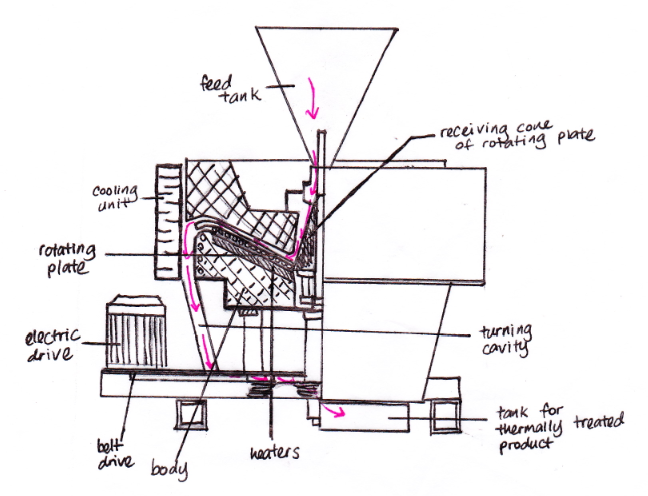
Una descripción básica de un reactor (reactor flash centrifugo)

A diferencia de otros diseños FR, la alimentación en polvo se pone en contacto con un portador de calor sólido en lugar de un portador gaseoso.  Implica el uso de una placa giratoria calentada que dispersa las partículas de polvo de alimentación durante un corto período de tiempo. Esto se logra mediante el uso de fuerzas centrífugas, donde comprime el polvo sobre la superficie de la placa, lo que permite el contacto directo entre las partículas y el metal caliente, lo que permite una mayor tasa de transferencia de calor. La figura de la derecha ilustra la configuración de TSE-FLAR, con las flechas que ilustran la dirección de la alimentación que se desplaza desde el tanque de alimentación, a la unidad de medición, a la placa giratoria, y finalmente a la unidad de agua de refrigeración.

### Reactor flash de tubería

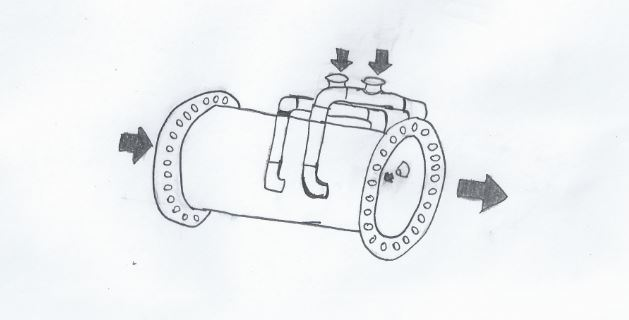
Este cuadro muestra la entrada y salida de los flujos de un reactor flash de tubería

Un reactor flash de tubería (RFT) es un dispositivo relativamente nuevo desarrollado a partir de los principios de un RF, por lo que posee la mayoría de sus características, funciones y propiedades. Como se infiere de su nombre, la forma del reactor de tubería es la de una tubería. Aunque es un nuevo producto derivado de una tecnología más antigua, se está probando en operaciones de tamaño industrial. Los reactores flash de tubería  se utilizan como una etapa terciaria o posterior al tratamiento en el tratamiento de aguas residuales, ya sea integrado en nuevas plantas o actualizado en desarrollos existentes. La forma del RFT le permite integrarse fácilmente en nuevos sistemas de proceso y adaptarse a sistemas existentes más antiguos para mejorar la eficiencia del sistema en general. Debido a su forma, las modificaciones y extensiones se pueden agregar fácilmente al RFT para adaptarse a los requisitos de ciertos procesos.
En los RFT, los reactivos entran en contacto entre sí en la tubería en lugar de un recipiente de mezcla en sistemas de mezcla convencionales, como e un reactor de tanque continuamente agitado. Elimina la necesidad de tanques de mezcla adicionales lo que ahorra espacio, pero como compensación, el sitio de reacción real dependerá de las especificaciones de la tubería y la velocidad del fluido. El RFT también elimina la necesidad de sistemas de gran volumen en cascada o tanques utilizados por otras tecnologías en desarrollos existentes lo que puede reducir los costos de mantenimiento.Debido a la naturaleza del dispositivo, los reactivos procesados en RFT tendrán tiempos de retención cortos, sin embargo, agregar flujos en el sistema es una técnica que puede aumentar el tiempo de retención si es necesario.A diferencia de los sistemas de mezcla convencionales, una cámara de mezcla turbulenta se puede realizar sin producir caídas de presión. Además, los RFT, como la mayoría de los reactores flash, son altamente eficientes con un tamaño reducido.

## Aplicaciones
La versatilidad de los reactores de flash / transporte es adecuada para una amplia gama de procesos de separación sensibles a la calidad. A continuación se describen las aplicaciones principales para el reactor flash, tenga en cuenta que la mayoría de las aplicaciones de reactor flash no requieren ningún sistema de pos-tratamiento o tratamiento previo debido a la falta de residuos generados..

### Inyección de ozono para esterilización por tratamiento del agua
El (RFT) es una tecnología en crecimiento con aplicaciones para mejorar la eficiencia de ciertos procesos, como el tratamiento de aguas residuales. Se instaló un reactor piloto en California como parte del plan de expansión de la [Agencia del Agua del Lago Castaic] (CLWA) por sus siglas en inglés. El RFT sirve como un dispositivo auxiliar de mezcla y contacto para promover la absorción de ozono en el agua tratada. El PFR usó boquillas personalizadas para inyectar la mezcla de ozono / agua a altas velocidades de nuevo en la mayor parte del fluido tratado. El uso de RFT, como el reactor en la expansión en CLWA, en los tratamientos de agua es cada vez más popular, ya que el PFR elimina la necesidad de tanques adicionales que se habrían requerido para procesos como la cloración. Las cuencas más pequeñas son suficientes para proporcionar el tiempo de contacto entre los reactivos para la in-activación microbiana, lo que reduce las huellas de instalación en nuevos desarrollos. Además, los reactivos dejarán los RFT más rápidos debido a un tiempo de retención más corto; se encontró que la dispersión efectiva de la corriente lateral en el fluido a granel se logró en tan solo 1 segundo.

### Tratamiento de polvo de acero para recuperar zinc
Desde 2010, una planta piloto de reactor flash funcionó con éxito en el Montanuniversität en Leoben, Austria. Conocido como el proceso RecoDust, esta configuración fue diseñada para recuperar el zinc del polvo recogido en operaciones de acero. Si bien las pruebas han demostrado la funcionalidad de este proceso, la investigación y la implementación de este proceso en la industria se detuvieron debido a las perspectivas económicas inciertas de la industria del acero.
No obstante, la investigación ha demostrado un gran potencial para el uso del RF en la recuperación del zinc del polvo de las acero, ya que proporciona una fuerte condición de oxidación y reducción en el recipiente de reacción, sin que se produzcan residuos. La gran área de la superficie de reacción de la entrada de material de polvo, además de no tener un ciclo Zn interno y no requerir procesos de pretratamiento, ha demostrado la efectividad y la eficiencia del proceso RecoDust.
Un proceso típico de RecoDust a menudo requerirá temperaturas de 1600-1650 °C con un aporte de materia prima de grano granulado seco, vertible y bien definido de aproximadamente 300 kg/h.  En un experimento, 94% de cloro, 93% de flúor y 92% del plomo se eliminaron del polvo de la fábrica de acero con una recuperación del 97% de zinc.

### Tratamiento térmico rápido de materiales en polvo
El uso de un proceso de calentamiento térmico rápido seguido de su enfriamiento rápido es esencial en muchos campos de la ingeniería química. Por ejemplo, el polvo de hidróxido de aluminio (es decir gibbsita) utilizado para la preparación de un catalizador a base de alúmina pasa por el proceso de energía de activación para formar un producto activado térmicamente, Al2O3∙nH2O. Se puede emplear un RF centrífugo, RFC para calentar el polvo hasta 400-900 K con una temperatura de la placa de 1000 K y una velocidad de 90-250 vueltas por minuto. Dichos ajustes han demostrado producir una salida de producto de 40 dm³ / h con un tratamiento térmico de menos de 1,5 s.

### Metalurgia
Los reactores flash tienen un enorme potencial para reemplazar o asistir a la oxidación de mineral primario existente, reducción u otros procesos de acondicionamiento previo al tratamiento (p. ej. calcinación) en refinería de metales. La simplicidad y el rendimiento de un reactor flash pueden proporcionar una solución rentable para facilitar el uso de procesos rigurosos y costosos existentes.

#### Precalentamiento
El precalentamiento de minerales triturados o finos puede llevarse a cabo dentro de un RF, utilizando los cortos tiempos de retención para aumentar más rápidamente las temperaturas y alcanzar las condiciones requeridas en procesos posteriores. En los minerales de hierro e ilmenita los altos rendimientos de RF  permiten una reducción general sustancial en el consumo de energía de operación, además de proporcionar un sitio de mezcla con otros reactivos como el hidrógeno para la fabricación de Briqueta  en el proceso principal de refinación

#### Tostado
La oxidación de minerales triturados y la eliminación de sulfuro, arsénico  u otros contaminantes es un proceso de separación crucial en la purificación de metales que puede llevarse a cabo dentro de un RF. La oxidación de minerales de sulfuro resulta en una conversión de mineral de sulfuro sólido de pequeño tamaño en óxidos y gas de dióxido de azufre residual que culmina en una separación al convertir sulfuros no deseados en una fase gaseosa. Estos contaminantes pueden someterse a un tratamiento posterior para crear productos útiles a partir del flujo de residuos, como ácido sulfúrico utilizando el proceso de contacto.
La siguiente ecuación muestra algunos ejemplos de reacciones de oxidación por tostado utilizadas para refinar zinc de Esfalerita y otros minerales.
2CUANDO (s) + 3O2 (g) ⇌ 2MO(s) + 2ASÍ QUE2 (g)
Dónde Un=Cu, Zn, Pb
En el tostado de ilmenita para producir sintéticos, las propiedades magnéticas del mineral se cambian a altas temperaturas a medida que los compuestos de ferrita dentro del mineral se oxidan. Esto da como resultado la separación de compuestos férricos oxidados de componentes de cromita paramagnética dentro del mineral en la salida del reactor donde el producto puede refinarse aún más para sintetizar hierro o  rutilo río abajo. Al tostar minerales de sulfuro que contienen oro, los gradientes de difusión de azufre o arsénico estimulan la migración del oro hacia los poros minerales. Por lo tanto, el tostado y la volatilización continuos del azufre y el arsénico permiten la coalescencia del oro en la superficie de las partículas minerales que luego pueden separarse de manera eficiente mediante procesos posteriores tales como la lixiviación.
En un RF, el alto rendimiento implica una alta concentración de partículas por unidad de volumen de gas y, por lo tanto, una gran área de contacto de reacción para la transferencia de masa. Además, la tolerancia de esta reacción a los cortos tiempos de retención hace que este proceso sea ideal para llevar a cabo asados industriales. Esto permite utilizar materiales de alimentación de grado inferior para mejorar tanto la capacidad del producto como la calidad en comparación con el tratamiento convencional. Por lo tanto, la simplicidad de la implementación de RF y su alto rendimiento de producto optimiza los costos del tratamiento previo de tostado.

## Ventajas y limitaciones sobre procesos competitivos
| Aplicaciones                                      | Proceso competitivo | Ventaja sobre proceso competitivo | Limitaciones |
| ------------------------------------------------- | --- | --- | --- |
| Metalurgia (Tostado, Precalentamiento)            | Reacción en lecho fluidizado circulante | - Mayor rendimiento como tiempos de retención cortos aceptables para esta aplicación; No es necesaria una larga circulación. Esto permite una mayor rotación de mineral por unidad de tiempo. - Menor costo de operación por unidad de alimentación, ya que pasa menos tiempo de contacto dentro del reactor. - Fácil de implementar, ventaja general de los RF en comparación con los CFB más complicados.                                                                                                 | - La distribución del calor está distorsionada y las condiciones isotermas no se pueden lograr debido a las velocidades de deslizamiento más bajas dentro de RF. Puede dificultar la calidad del producto en comparación con la conversión isotérmica continua posible en un reactor CFB. |
| Recuperación de zinc de polvo de acero            | El Waelz proceso- un horno rotativo especializado en el reciclaje de zinc.                                                                        | - No requiere ningún paso de tratamiento previo y se procesa en las mismas condiciones en que salen de los filtros de la cámara de filtros de la unidad de desempolvado. - Se requieren varias especificaciones del polvo en el proceso Waelz, pero el proceso RecoDust puede procesar una gama de especificaciones de polvo, incluidos los polvos con bajo contenido de zinc. - Menores costos operativos para futuras industrias debido a que solo requieren una sola unidad de FR para reciclar el zinc. | - El proceso Waelz es una técnica mejor conocida y reconocida como la mejor disponible en la Unión Europea, mientras que el proceso RecoDust es relativamente nuevo. - Potencialmente mayores costos de capital debido al nuevo proceso y equipo.                                         |
| Esterilización de agua                            | Sistemas y tecnologías de pos-tratamiento en cascada que necesitan depósitos: como la cloración o la desinfección con UV de las aguas residuales. | - Menos área necesaria en nuevos desarrollos. - Tiempo de retención más corta en procesos competitivos - Implementación flexible: adaptable al nuevo procesador adaptado a los sistemas existentes. - El diseño es ajustable para ciertos requisitos de proceso. | - Tecnología relativamente nueva - Necesita más pruebas piloto para reunir datos suficientes. - El proceso no puede manejar concentraciones grandes de sólidos - Mayores costos de capital que los procesos competitivos.                                                                 |
| La activación química térmica que utiliza TSEFLAR | Contacto entre partículas con gases de escape calientes o gránulos calientes de soporte / catalizador.                                            | - Compacto, diseño versátil y sencillo - Mayor índice de calentamiento: los resultados de FR en un menor consumo de energía y un proceso más eficiente. - Ventajas de tiempo de retención más cortas a formación de un producto activado más puro - Los productos son reproducibles y estables - Debido a la falta de escape caliente, el proceso no producirá productos de combustión, lo que resulta en un proceso más respetuoso con el medio ambiente.                                                  | - TSEFLAR es más caro y no está disponible comercialmente como los otros procesos debido a que es relativamente nuevo |

## Desarrollos futuros

### Combustión con bucle químico
La Combustión de Bucle Químico o CBQ es un método donde se usa una combinación de reactores CFB y Flash para eliminar el nitrógeno y las impurezas del aire antes de la oxidación del combustible utilizando un ciclo de oxidación y reducción de un metal como el níquel. En CBQ, el aire caliente se inyecta en un metal que actúa como un catalizador y un portador de oxígeno como Fe2O3 o níquel metálico o cobre. Se utiliza un reactor de flash en el proceso de inyección de aire al comienzo del bucle. El uso de reactores flash en este escenario permite el uso de materiales de alimentación de grado inferior y un aumento sustancial de la capacidad, así como la pureza del producto en comparación con el procesamiento convencional.
En teoría, el CBQ también se puede usar para recuperar hidrógeno de la biomasa durante la síntesis de gas  y se explica en la producción de hidrógeno a continuación.

### Producción de hidrógeno a partir de biomasa
La producción de hidrógeno es una tecnología emergente en el campo de energía renovable. Como se espera que la demanda de hidrógeno crezca exponencialmente, en la industria química, de hidrocarburos y de semiconductores, se deben encontrar nuevas fuentes de hidrógeno. Los reactores flash combinados con la reforma de vapor metano y la gasificación utilizan biomasa residual, como una mezcla de celulosa, lignina y otros materiales orgánicos de plantas para producir hidrógeno gas. Los residuos de biomasa más utilizados son los residuos de palma aceitera como resultado de la industria del aceite de palma.
Los reactores flash también se pueden usar en la sección de secado para eliminar rápidamente el contenido de agua de la biomasa inyectando aire caliente a alta velocidad que actúa como un tratamiento previo a la reacción de pirólisis real que también ocurre en un reactor instantáneo. También muestra que se utiliza un reactor instantáneo, después de la molienda de la biomasa, con la adición de calor extremo, en una mezcla de bio-aceite, carbón vegetal y ceniza.. La ceniza y el carbón producido a partir de esta reacción se eliminan posteriormente debido a sus propiedades catalíticas que podrían interferir con la reforma del vapor.